# Tauț
Tauț (Hongaars: Feltót) is een Roemeense gemeente in het district Arad. Tauț telt 1966 inwoners.
De Belgische gemeente Bertem is een partnergemeente van Tauț.